# Руанда на Светском првенству у атлетици на отвореном 2019.
Руанда је учествовала на 17. Светском првенству у атлетици на отвореном 2019. одржаном у Дохи од 27. септембра до 6. октобра седамнаести пут, односно учествовала је на свим првенствима до данас. Репрезентацију Руанде представљала су 2 такмичара (1 мушкарац и 1 жена) који су такмичили у Маратону.,
На овом првенству атлетичари Руанде нису освојили ниједну медаљу нити су остварили неки резултат.

## Учесници
| Мушкарци: - Фелисјан Муитира — Маратон | Жене: - Клементине Муканданга — Маратон |

## Резултати

### Мушкарци
| Атлетичар        | Дисциплина | Лични рекорд | Квалификације | Квалификације | Полуфинале | Полуфинале | Финале   | Финале       | Детаљи |
| Атлетичар        | Дисциплина | Лични рекорд | Резултат      | Место         | Резултат   | Место      | Резултат | Место        | Детаљи |
| ---------------- | ---------- | ------------ | ------------- | ------------- | ---------- | ---------- | -------- | ------------ | ------ |
| Фелисјан Муитира | Маратон    | 2:10:58      |               |               |            |            | 2:16:21  | 22 / 55 (73) |        |

### Жене
| Атлетичарка           | Дисциплина | Лични рекорд | Квалификације | Квалификације | Полуфинале | Полуфинале | Финале             | Финале             | Детаљи |
| Атлетичарка           | Дисциплина | Лични рекорд | Резултат      | Место         | Резултат   | Место      | Резултат           | Место              | Детаљи |
| --------------------- | ---------- | ------------ | ------------- | ------------- | ---------- | ---------- | ------------------ | ------------------ | ------ |
| Клементине Муканданга | Маратон    | 32:30:59     |               |               |            |            | Није завршила трку | Није завршила трку |        |